# Bitwa pod Sokołowem (1943)
Bitwa pod Sokołowem (cz. Bitva u Sokolova) – bitwa stoczona w dniach 8-13 marca 1943 roku pomiędzy oddziałami czechosłowackimi a niemieckimi na froncie wschodnim w czasie II wojny światowej.
Batalion czechosłowacki w sile 947 żołnierzy, dowodzony przez ppłk Ludvíka Svobodę, zajmował odcinek frontu nad rzeką Mżą, na południe od Charkowa. Do pierwszych walk między niemiecką 2 Dywizją Pancerną SS „Das Reich” a 1 Czechosłowackim Samodzielnym Batalionem Polowym doszło 8 marca 1943 w czasie niemieckiego ataku na Charków. Niemiecka dywizja w okolicy miejscowości Sokołowo zaatakowała pozycje zajmowane przez Czechów. Miejscowości broniła kompania dowodzona przez por. Otakara Jaroša, i to ona przyjęła na siebie główne uderzenie. Po kilkunastu godzinach walk i śmierci por. Jaroša, kompania wycofała się na pozycje za rzeką Mżą. Na odcinku frontu zajmowanym przez 1 Czechosłowacki Samodzielny Batalion Polowy nie przedarł się żaden niemiecki czołg na tyły wojsk radzieckich, pomimo że batalion poniósł duże straty w postaci 112 zabitych, 106 rannych i 30 zaginionych. Straty niemieckie były jednak znacznie wyższe i wynosiły 440 zabitych i rannych oraz 22 zniszczone czołgi.